# Moaxiphia deceptus
Moaxiphia deceptus är en stekelart som först beskrevs av Smith 1876.  Moaxiphia deceptus ingår i släktet Moaxiphia och familjen halssteklar. Inga underarter finns listade i Catalogue of Life.